# 堪非醇
岳桦素（Ermanin）是一种黄酮类化合物，最初是从岳桦（Betula ermanii）植物中分离出来，化学名：5,7-二羟基-3,4'-二甲氧基黄酮，5,7-Dihydroxy-3,4′-dimethoxyflavone 是一种O-甲基化黄酮，分子式C17H14O6。岳桦素也存在于其他植物中，例如小叶菊蒿（Tanacetum microphyllum）、毛西番莲（Passiflora foetida）和纤花含羞草（Mimosa tenuiflora）等，此外也被鉴定为蜂胶的复杂混合物中的成分之一。